# らんま1/2 決戦桃幻郷! 花嫁を奪りもどせ!!
『らんま1/2 決戦桃幻郷! 花嫁を奪りもどせ!!』（らんま1/2 けっせんとうげんきょう! はなよめをとりもどせ!）は、1992年8月1日に公開された日本のアニメ映画で劇場版『らんま1/2』シリーズの第2作目。配給はアルゴプロジェクト。上映時間は60分。
『YAWARA! それゆけ腰ぬけキッズ!!』と同時上映された。

## あらすじ
乱馬達は九能の招待で訪れた南の島でのバカンスを楽しんでいた。しかし、かすみ、シャンプー、右京、なびき、あかねが次々に謎の人物達にさらわれてしまう。その首謀者の名は桃磨。彼は自分の花嫁を決める為に花嫁候補になりうる若い女性を集めていたのだった。乱馬達はあかね達の救出のため桃磨らの住む『桃源郷』へと向かう。

## 登場人物

### メインキャラクター
- 早乙女乱馬：山口勝平
- らんま：林原めぐみ
- 天道あかね：日髙のり子
- 天道なびき：高山みなみ
- 天道かすみ：井上喜久子
- 早乙女玄馬：緒方賢一
- 天道早雲：大林隆之介
- 響良牙：山寺宏一
- 九能帯刀：鈴置洋孝
- 久遠寺右京：鶴ひろみ
- シャンプー：佐久間レイ
- ムース：関俊彦
- 八宝斎：永井一郎
- コロン：麻生美代子

### オリジナルキャラクター
- 桃磨：真殿光昭
- 王譚（ワンタン）：中嶋聡彦
- 猿十琉（サルトル）：飛田展男
- 酉簾譚（トリスタン）：二又一成
- 門番A：松尾貴司
- 門番B：西村智博

## スタッフ
- 製作：伊地智啓
- 企画：落合茂一
- プロデューサー：松下洋子、有留もと子
- 監督：鈴木行
- 作画監督： 中島敦子
- 脚本：山口亮太
- 原作：高橋留美子
- 撮影：吉田光伸
- 音楽：松浦晃久
- 美術：新井寅雄
- 録音：斯波重治
- スクリプター：長谷川洋

## 主題歌
- ピカソ「a Piece of Love」

## 映像ソフト化
- 『犬夜叉 時代を越える想い』の公開を記念し2001年12月19日にDVDが発売された。